# 서울시티투어버스

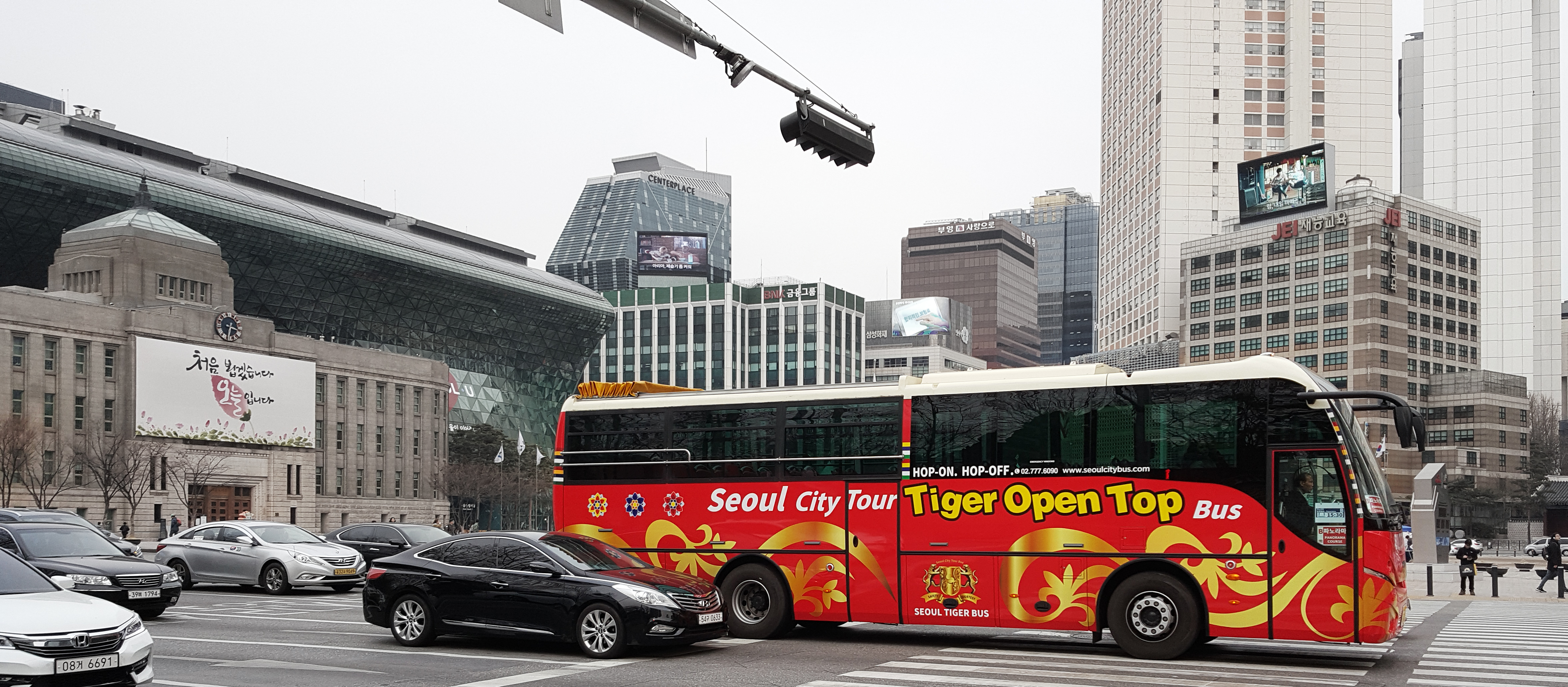
서울시티투어버스

서울시티투어버스(Seoul City Tour Bus)는 대한민국의 수도 서울특별시의 중심 관광지를 도는 광화문을 기점으로 하는 순환버스이다. 티켓을 제시하면 당일에 한해 일부 박물관과 전시관 등의 무료 입장이나 할인 서비스를 받을 수 있다 (예를 들면 서울시립미술관 무료 입장 등). 요금은 미국 달러 또는 티머니로도 지불할 수 있다. 만약 달러로 지불할 경우, 거스름 돈은 한화로만 받을 수 있다.

## 운행 코스

### 도심·고궁코스

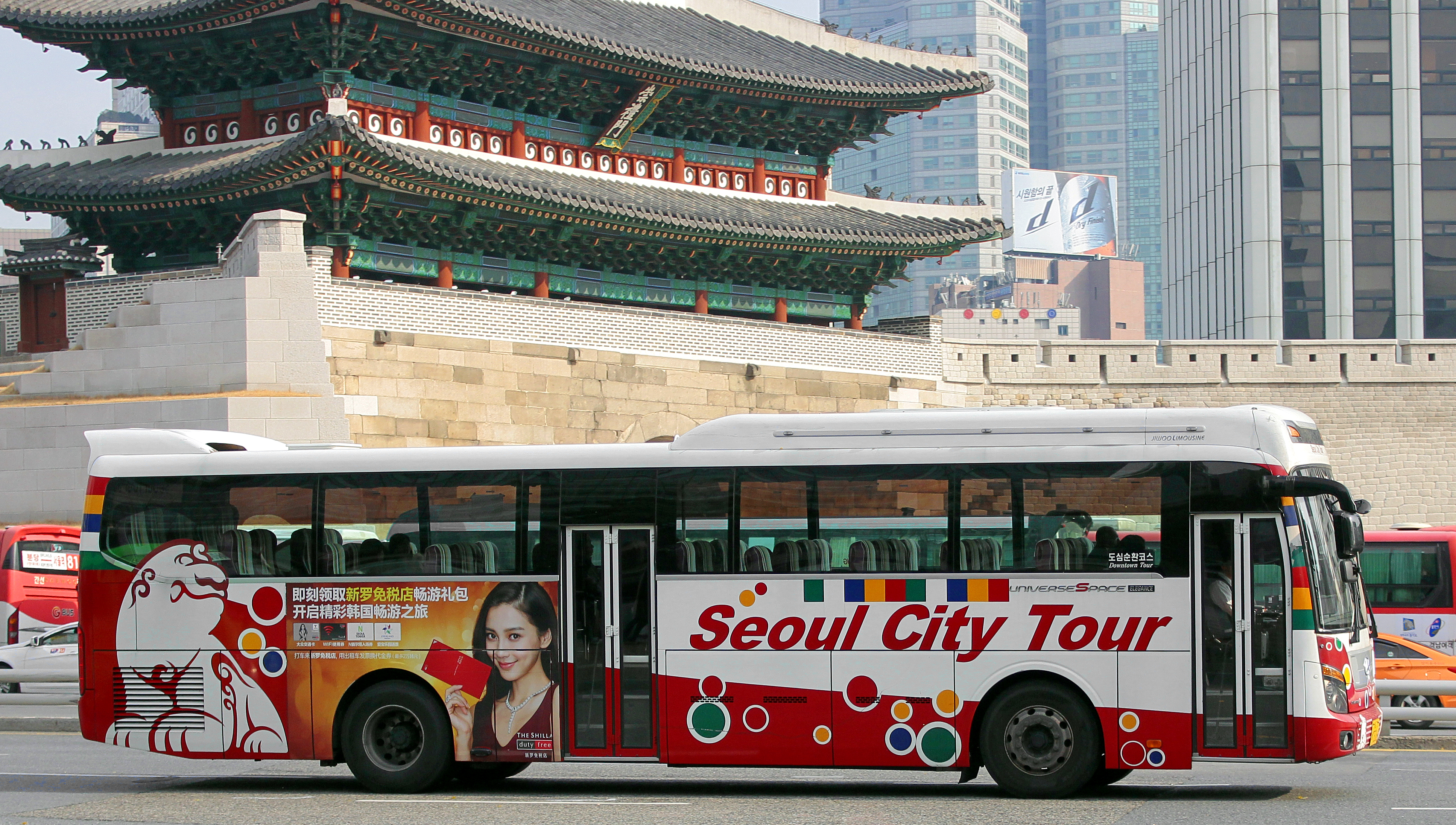
1층 버스

광화문 → 덕수궁 → 남대문시장 → 서울역 → 전쟁기념관 → 용산역 → 국립중앙박물관 → 이태원 → 명동 → 남산골 한옥마을 → 앰버서더호텔 → 신라호텔·장충단공원 → N서울타워 → 하얏트호텔 → 동대문디자인플라자 → 대학로 → 창경궁 → 창덕궁 → 인사동 → 청와대 → 경복궁 → 세종문화회관 → 광화문

- 30분 간격으로 운행하며(토, 공휴일에는 25분 간격), 순환 시간은 약 2시간이다. 광화문에서 09시부터 18시까지 있으며, 막차 도착시간은 21시이다.
- 1층 버스로만 운행한다.
- 막차 3회는 청와대 및 경복궁을 미경유한다.

### 야간 코스 (1층 버스)
광화문 → (마포대교) → (여의도) → (서강대교) → (성수대교) → (한남대교) → N서울타워 → 남대문시장 → 청계광장

- 광화문에서 20시에 출발하며, 순환 시간은 약 1시간 30분이다.
- 마포대교, 여의도, 서강대교, 성수대교, 한남대교도 경유하지만 정차하지 않는다.

### 서울파노라마코스 (트롤리 + 2층 버스)

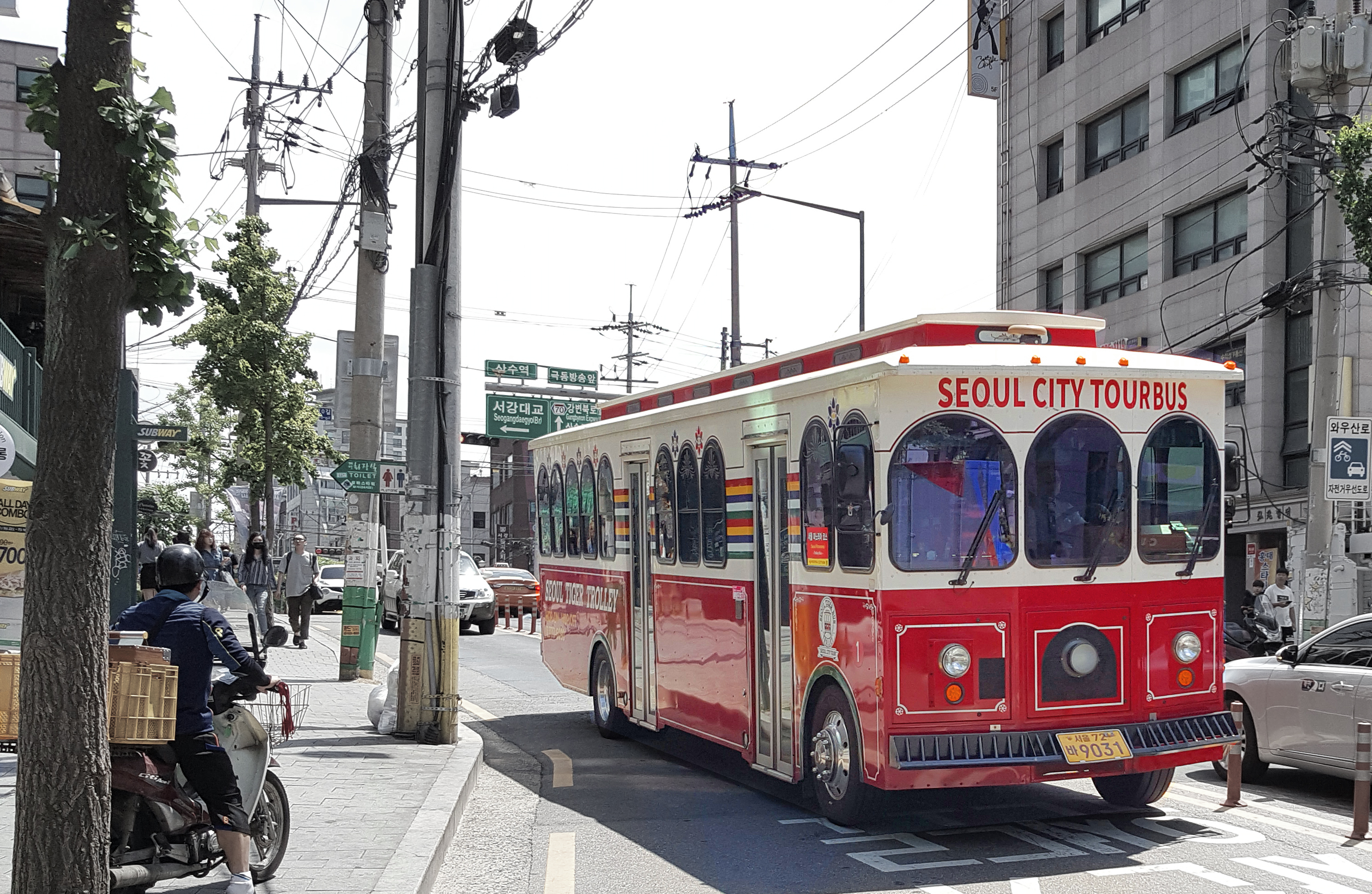
트롤리

광화문 → 명동→ 서울애니메이션센터 → 남산케이블카 → 힐튼호텔 → 남산도서관 → 하얏트호텔 → 강남역 → 세빛섬 → 노량진수산시장 → 63빌딩 → 여의나루역 → 홍대앞 → 홍대입구역 → 이대입구 → 농업박물관 → 역사박물관 → 세종문화회관

- 9시 30분부터 17시까지 35분 또는 45분 간격으로 운행한다. 순환 시간은 약 1시간 50분이다.
- 하이데커 오픈탑 버스와 트롤리버스가 번갈아서 운행한다.
- 강남역에서 강남순환코스와 연계된다.

### 야간 코스 (2층 버스)

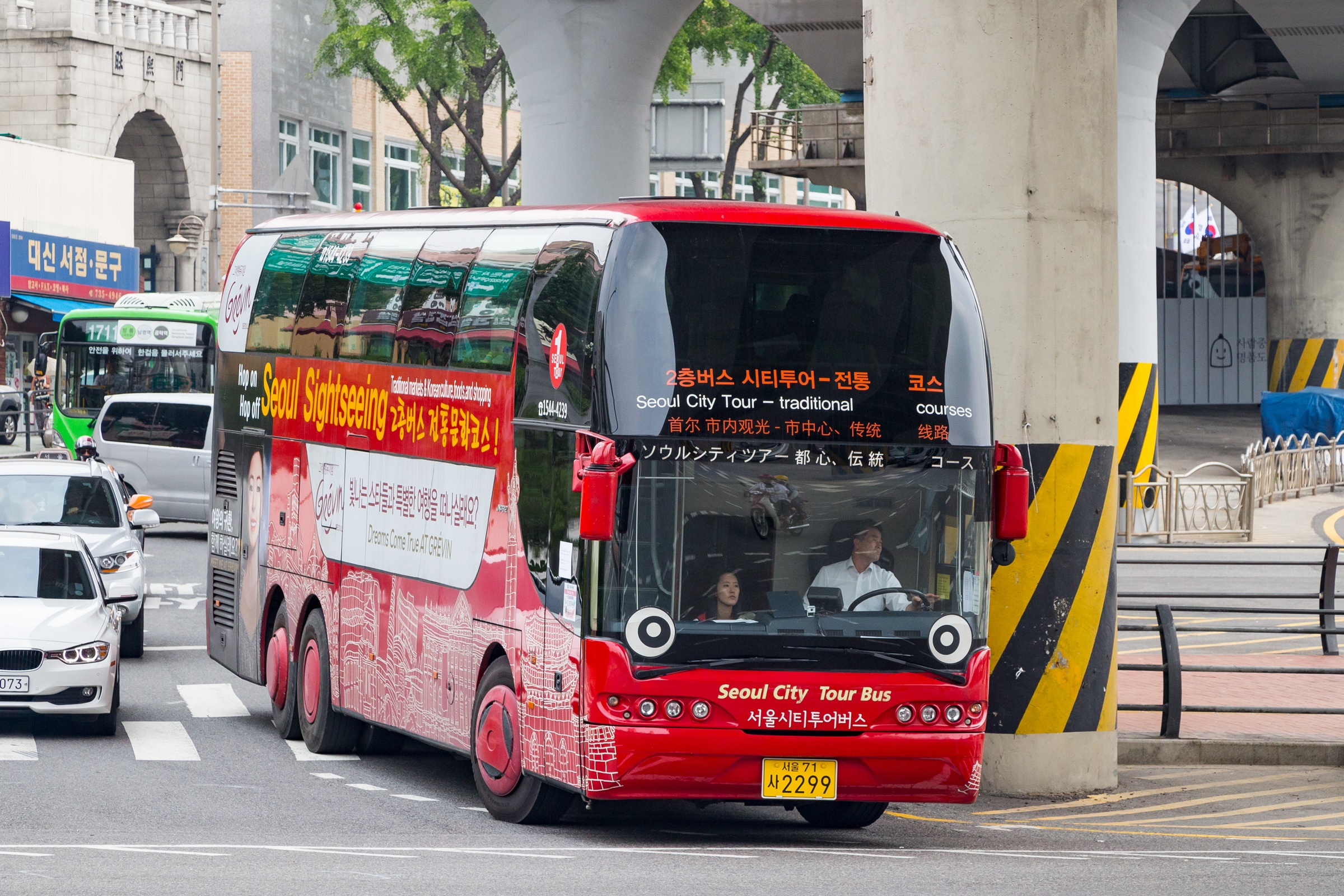
2층 버스

광화문 → (마포대교) → (서강대교) → (한남대교) → 세빛섬 → (동작대교) → (성수대교) → (한남대교) → (남산순환로) → 남대문시장 앞 → 청계광장

- 광화문에서 19시 30분에 출발하며, 순환 시간은 약 1시간 30분이다.
- 마포대교, 서강대교, 한남대교, 동작대교, 성수대교는 지나가지만 정차하지 않는다.

## 보유 차량

#### 네오플란
- 네오플란 스카이라이너

#### MAN
- MAN 라이온스 투어링
- MAN 라이온스 더블데커

#### 현대자동차
- 현대 유니버스 스페이스 엘레강스
- 현대 일렉시티 더블데커